# Fabian Kastner
Fabian Kastner, född 1977, är en svensk författare och kulturskribent bosatt i Berlin.
Kastner debuterade 2006 med den uppmärksammade romanen Oneirine, ett litterärt experiment som "visade sig väcka svår svindel hos vissa läsare genom att helt skjuta begrepp som autenticitet och upphovsrätt i sank." Kastner anklagades av litteraturhistorikern Ivo Holmqvist för att ha plagierat ett stycke ur Georges Perecs Le Voyage d'hiver ("Vinterresan", 1993). Stycket handlar om litterära plagiat. Efter en livlig debatt i Dagens Nyheter, Svenska Dagbladet och Göteborgs-Posten uppdagades att romanen uteslutande bestod av ord och meningar från andras verk. Till och med bokens omslag, titel och baksidestext var hämtade från andra böcker. Paralleller drogs till pseudonymen Jan Wictors modernistiska falsarium Camera obscura (1946).
Kastner nominerades till Borås Tidnings debutantpris för att med Oneirine ha skapat ”ett lustfyllt litterärt collage som i dialog med 1900-talets romankonst bygger om språkets återvändsgränd så att den öppnar sig mot evigheten.” 2007 medverkade Kastner på grupputställningen Mot tiden på Bonniers Konsthall, där han ställde ut en "oredigerad version" av romanen i form av ett bibliotek innehållande de 1000 böcker som Oneirine är tillverkad av. I antologin Anakronismer (2007) berättade Kastner om sina skäl att skriva boken.
Kastners andra roman, Lekmannen (2013), är inspirerad av den tyske schizofrenikern och Freudpatienten Daniel Paul Schrebers (1842–1911) instängda liv och fantasifulla spekulationer om kosmos som en väldig arkitektur av nerver. Romanen har beskrivits som ett exempel på "psykotisk realism" och som "en sorgligt vacker hyllning till den märkliga mänskliga förmågan att skapa sammanhang och berättelser. Och förmågan att härda ut."
2017 återvände Kastner till Bonniers Konsthall för att under grupputställningen Insomnia skriva en bok från början till slut på 24 timmar, ett projekt i samarbete med den amerikanska konsttidskriften Cabinet Magazine. Resultatet, kortromanen Archive of the Average Swede, utgavs som den fjärde titeln i Cabinets bokserie "24 Hour Books". Boken utkom samma år på svenska med titeln Medelsvenskens arkiv.
Kastner skriver regelbundet kritik och essäer i Svenska Dagbladet.

## Böcker på engelska
- Archive of the Average Swede (2017) ISBN 978-19-3-269881-7
- Anachronisms (2007, ed. Sara Arrhenius & Magnus Bergh) ISBN 978-91-0-011606-4

## Priser och utmärkelser
- 2013 – Anna Sjöstedts resestipendium utdelat av Svenska Akademien
- 2013 – Arbetsstipendium Sveriges författarfond
- 2007 – Albert Bonniers stipendiefond för yngre och nyare författare
- 2007 – Arbetsstipendium Sveriges författarfond
- 2007 – Nominerad till Borås Tidnings debutantpris för Oneirine